# Individu roi
Le terme individu roi — enfant roi, adolescent roi, adulte roi —  désigne un individu qui se comporte avec son entourage comme un roi avec ses sujets ; dans certains cas, l'individu se comporte comme un véritable tyran on parle alors d'individu tyran — enfant tyran, adolescent tyran, adulte tyran.
Le concept peut se rapprocher de celui d'intolérance à la frustration (en) développé par le psychologue américain Albert Ellis. et le penseur français Yoann PERRIER sous le nom "syndrome du roi".
L'individu roi se caractérise par :
- un comportement égoïste et égocentrique, le « moi, moi, moi », le  « je suis seul », le  « peu m'importe les autres » ;
- la volonté de toujours jouir, le  « tout, tout de suite ».

Selon Didier Pleux, il s'agit d'une pathologie — pathologie du réel, du lien « Soi Autrui », de l'hypertrophie de l'ego et serait dû à une carence éducative, aux parents qui cèderaient devant les exigences excessives de leur enfant roi (« his Majesty, the Baby », ironisait Freud).
Ce phénomène récent s'amplifie avec la responsabilisation des enfants (être attentif à ses souhaits) et la baisse du nombre d'enfants par femme (tendance croissante vers l'enfant unique). Cette évolution explique qu'un courant de pensée impute à tort à Françoise Dolto « toutes les dérives qui ont abouti à l'enfant roi ».

## Origine de la pathologie
L'humain est « programmé » pour rechercher le plaisir et fuir la douleur, l'inconfort ; il s'agit de satisfaire des besoins, initialement de survie (se nourrir, se reproduire, se protéger des intempéries). Le nourrisson, le jeune enfant, est en quête permanente du plaisir ; c'est le principe de plaisir. 
C'est la confrontation aux autres qui va mettre des limites : le jeune animal, en se battant avec ses congénères, apprend les limites, qu'il n'est pas omnipotent, que les autres existent et doivent être pris en compte ; et dans une société humaine, ce sont les adultes, et dans la famille nucléaire en priorité les parents, qui imposent les limites en disant « non ». Ainsi, l'enfant acquiert le principe de réalité.

« Un animal toujours agressé s'adapte en se soumettant sans cesse et se retrouve constamment stressé, en bas de son échelle sociale. Et un animal jamais agressé dans sa petite enfance agresse à la moindre occasion et finit par se retrouver seul, mal socialisé, en périphérie du groupe. L'un est en bas de l'échelle parce qu'il a acquis une aptitude à la soumission, l'autre est en périphérie du groupe à cause de son inaptitude à participer aux rituels d'interactions. »

— Boris Cyrulnik, Mourir de dire. La honte
L'équilibre entre le principe de plaisir et le principe de réalité est important pour la construction de l'individu.
Avec l'arrivée de la contraception, la parentalité devient de moins en moins subie ; on fait un enfant parce qu'on le désire. Ce désir peut, dans certains cas, entraîner les « cinq S » :
- surconsommation ;
- surstimulation ;
- survalorisation ;
- surprotection ;
- surcommunication.

Les parents, voulant à tout prix le bonheur de leur enfant, lui offrent plein de jouets, cherchent à l'occuper en permanence pour qu'il se développe et ne s'ennuie pas — or, l'ennui chez l'enfant est structurant et développe sa créativité  —, s'extasient devant sa moindre réalisation, lui évitent tout effort et toute déconvenue et donnent priorité à son expression — le laissent couper la parole, par exemple. Aldo Naouri parle « d'infantolâtrie ».
« Nous vivons, pour la première fois, dans une société où l'immense majorité des enfants qui viennent au monde sont des enfants désirés. Cela entraîne un renversement radical : jadis, la famille « faisait des enfants », aujourd'hui, c'est l'enfant qui fait la famille. En venant combler notre désir, l'enfant a changé de statut et est devenu notre maître : nous ne pouvons rien lui refuser, au risque de devenir de « mauvais parents »… 
Ce phénomène a été enrôlé par le libéralisme marchand : la société de consommation met, en effet, à notre disposition une infinité de gadgets que nous n'avons qu'à acheter pour satisfaire les caprices de notre progéniture. »
— Philippe Meirieu, Contre l'idéologie de la compétence, l'éducation doit apprendre à penser
Privé de toute frustration, l'enfant continue à se croire omnipotent — ce qu'il est à la maison —, n'acquiert pas le principe de réalité et est en permanence soumis au principe de plaisir. Il devient hédoniste, égoïste, égocentrique. Il pique une colère face à toute frustration, ce qui est parfois nommé de manière bienveillante « phase d'opposition » et est parfois valorisé comme étant la construction d'une personnalité forte qui saura s'affirmer ; et les parents cèdent.

« « Leurs enfants souffrent soit de "déficit de l’attention" avec ou sans hyperactivité, soit de troubles anxieux, soit de troubles oppositionnels avec provocation… Ils ne présentent pas le même profil psychiatrique, mais tous affichent un comportement tyrannique », explique Raphaëlle Scappaticci, la psychologue qui suit ce groupe de parole.
[…]
bien qu’aucune statistique ne permette encore de confirmer leur sentiment, les pédopsychiatres en sont certains : ce tableau clinique devient de plus en plus fréquent.
[…]
Les pédopsychiatres ont pointé le fait que le risque de tyrannie augmentait lorsque l’enfant avait focalisé l’attention : un aîné, un enfant unique, adopté ou antérieurement malade. De même, le phénomène semble plus fréquent dans les familles hyper-compréhensives, particulièrement sensibles aux besoins de l’enfant et attentives à son éducation. Tous les milieux sont concernés : le groupe de parents de Saint-Éloi compte un médecin, un prof, un éducateur et une psychologue »

— Sarah Finger, À l’écoute de parents tyrannisés par leurs enfants
L'école — les enseignants et la structure — n'est en général pas « armée » pour faire face à cette situation, sa mission n'est d'ailleurs pas à l'origine de remédier à la carence des parents. L'enfant grandit, devient adolescent, avec la crise qui l'accompagne, un adolescent roi, puis devient un adulte roi.

« Marcel Gauchet — A priori, famille et école ont la même visée d'élever les enfants : la famille éduque, l'école instruit, disait-on jadis. En pratique, les choses sont devenues bien plus compliquées.
Aujourd'hui, la famille tend à se défausser sur l'école, censée à la fois éduquer et instruire. Jadis pilier de la collectivité, la famille s'est privatisée, elle repose désormais sur le rapport personnel et affectif entre des êtres à leur bénéfice intime exclusif. La tâche éducative est difficile à intégrer à ce cadre visant à l'épanouissement affectif des personnes.
[…]
Philippe Meirieu — Pour avoir enseigné récemment en CM2 après une interruption de plusieurs années, je n'ai pas tant été frappé par la baisse du niveau que par l'extraordinaire difficulté à contenir une classe qui s'apparente à une cocotte-minute.
Dans l'ensemble, les élèves ne sont pas violents ou agressifs, mais ils ne tiennent pas en place. Le professeur doit passer son temps à tenter de construire ou de rétablir un cadre structurant. Il est souvent acculé à pratiquer une « pédagogie de garçon de café », courant de l'un à l'autre pour répéter individuellement une consigne pourtant donnée collectivement, calmant les uns, remettant les autres au travail.
Il est vampirisé par une demande permanente d'interlocution individuée. Il s'épuise à faire baisser la tension pour obtenir l'attention. Dans le monde du zapping et de la communication « en temps réel », avec une surenchère permanente des effets qui sollicite la réaction pulsionnelle immédiate, il devient de plus en plus difficile de « faire l'école ». Beaucoup de collègues buttent au quotidien sur l'impossibilité de procéder à ce que Gabriel Madinier définissait comme l'expression même de l'intelligence, « l'inversion de la dispersion ». »

— Marcel Gauchet et Philippe Meirieu, Contre l'idéologie de la compétence, l'éducation doit apprendre à penser

## Conséquences de la pathologie
« [L'enfant roi] règne souvent au quotidien. Il est coercitif (de la séduction à la maison, à la menace verbale et violence physique à l'école). Il montre une pseudo-maturité (ou pseudo-précocité). Notre [enfant roi] peut déblatérer sur n'importe quel sujet d'actualité (il regarde depuis longtemps les journaux télévisés) mais est incapable d'apprendre une leçon d'histoire « imposée » par l'école.
La plupart des enfants rois vivent dans l'impunité (ils sont apparemment imperméables aux sanctions). Ils ne se remettent jamais en cause, mais ils accusent toujours l'extérieur si un aléa de la vie survient : les « C'est pas juste ! », « C'est pas ma faute ! » et « Fallait pas commencer ! » sont leur leitmotiv. Ils sont souvent survalorisés. Ils obtiennent tout ce qu'ils veulent et réifient autrui en se faisant servir, en choisissant toutes les activités, en décidant des loisirs familiaux. Ils se démoralisent très vite lorsqu'il y a des efforts à fournir. Ils sont insatiables et réclament toujours du « nouveau » pour s'occuper. Ils cherchent un plaisir immédiat. Ils sont le plus souvent matériellement gâtés. Ils sont intolérants aux frustrations. Ils savent provoquer l'émotionnel des parents (colère, anxiété, dépression) si ces derniers osent une quelconque opposition. Ils sont des facteurs de stress pour tous les adultes qui s'en occupent. Ils peuvent détruire pour leur bon plaisir… mais ils ne sont pas heureux. »

— Didier Pleux, Les Adultes tyrans

« Chez eux, leur enfant a pris le pouvoir. « C’est une lutte au quotidien pour que la maison reste ma maison. Chaque jour, je dois rappeler à mon fils de 13 ans qu’il est aussi chez moi. C’est une résistance perpétuelle face à ses incessantes tentatives pour s’approprier tout l’espace », témoigne une mère. Une autre enchaîne : « Mon fils de 5 ans parle fort et tout le temps. C’est un harcèlement continuel. Il veut toujours être au centre, ne veut pas entendre ce qu’on lui dit, répète en boucle ses demandes, fait du chantage, n’accepte pas le refus… »
[…]
« Chez moi, c’est la tyrannie quotidienne, du matin au soir. Mon fils de 16 ans décide de tout, il a la priorité sur tout : la douche, les horaires, les trajets, quelle musique on passe dans la voiture, ce qu’on mange, comment on le mange… C’est au-delà du caprice. Et quand je vois jusqu’où je dois aller pour m’adapter, c’est pitoyable. En fait, on habite chez nos enfants. »
[…]
« La tyrannie s’installe souvent progressivement, insidieusement, raconte Nathalie Franc, la pédopsychiatre responsable de ce programme à Saint-Éloi. Des enfants demandent par exemple à leurs parents d’entrer dans leurs rituels, comme un classement maniaque de leurs peluches. Si l’acte n’est pas bien exécuté aux yeux de l’enfant, l’adulte doit recommencer. » Agitation, colère, violence, chantage au suicide… Ce comportement, dont les premiers signes apparaissent dès la petite enfance, rejaillit sur toute la famille. « Le vécu des parents est ultra-douloureux, poursuit le Dr Franc. Très affaiblis, culpabilisés, honteux, ils ont peur de leur enfant et développent des syndromes dépressifs. La plupart renoncent à sortir ou à partir en vacances ; certains arrêtent même de travailler. Tous s’isolent. […] »
[…]
Mais dans ce qu’il faut considérer comme un geste d’amour, certains parents, effrayés à l’idée de péter les plombs, ont préféré que leur enfant soit placé. »

— Sarah Finger, À l’écoute de parents tyrannisés par leurs enfants

« […] chaque année les bilans des accidents souvent médiocres témoignent ainsi d'une efficacité relative des campagnes de prévention.
[…]
L'éducation aux risques, au sens très général du terme, a-t-elle été réalisée dans l'enfance et dans l'adolescence par l'entourage familial ?

Devant un risque évident ou potentiel, la perception de ce risque est-elle la même pour tous les individus ? 

Quelle tolérance à la frustration de ne pas pouvoir réaliser ce que l'on veut dans l'immédiat ?

Au cours des vacances la distraction, le plaisir, les nouveautés sont recherchées ; alors quel comportement devant la « frustration de l'impossibilité de l'action immédiate » : la mer est très agitée, donc pas de baignade, il y a une alerte orage donc pas de sortie en montagne, le vent est trop fort, pas de sortie en surf…
[…] l'ignorance et le manque d'information ne peuvent être évoqués et de toute évidence ces informations ne sont pas assimilées, parfois rejetées car considérées comme attentatoires à la liberté individuelle. »

— René Noto, L'édito : Solstice d'été
L'individu roi, en cherchant toujours la jouissance, n'est au fond jamais réellement satisfait. N'ayant pas assimilé le principe de réalité, il ne supporte pas la réalité, ou plutôt, il ne supporte pas les contraintes que lui imposent la réalité ; il ne veut pas se « prendre la tête », c'est le CBB (Can't Be Bored). Il fait preuve de procrastination et considère que ce qui lui arrive de négatif n'est jamais de sa faute, que le « lieu de maîtrise » de sa vie est externe (external locus of control). Il est donc fondamentalement incapable d'être heureux et est fragile face à l'adversité. Ce refus de la réalité et cette recherche de la jouissance peuvent conduire à la dépression, aux addictions et dans certains cas au suicide.

« La toute-puissance des adultes rois les rend de plus en plus vulnérables puisque leur volonté égocentrique les fait peu à peu quitter leur humanité et la… réalité. Je sais qu'il existe une souffrance de vie chez ceux qui ont cru que le quotidien allait tout leur donner et, à ce titre, leur pathologie […] mérite une certaine empathie. En revanche, l'adulte roi, s'il ne rencontre aucune opposition, aucune rébellion de la part de ses sujets devenus objets de satisfaction, si ses comportements narcissiques irrationnels et ses passages à l'acte destructeurs ne sont jamais sanctionnés, devient subrepticement un adulte tyran. Il quitte alors toute humanité. »

— Didier Pleux, Les Adultes tyrans
L'individu roi considère les autres — ses relations sociales, professionnelles, sa famille — comme des faire-valoir. Il s'intéresse à eux tant qu'ils le valorisent, les fui ou les délaisse lorsqu'il ne retire plus de plaisir à la relation. Il tente d'imposer son point de vue à tout prix, par différentes stratégies, par exemple la séduction, et cherche à déléguer toutes les tâches contraignantes. Niant toute contrainte sociale, il fait preuve d'incivisme.
L'autre devient donc un objet de jouissance, il est « chosifié », « réifié ». Si l'autre présente un attachement, recherche de la reconnaissance, cette relation peut être néfaste, « toxique ».
La recherche du plaisir, du confort, la paresse, la procrastination, ne sont pas en soi des pathologies, tant que le principe de réalité s'impose à l'individu et que celui-ci accepte de se plier à des contraintes nécessaires. C'est bien le refus total de toute contrainte, frustration et la réification des autres qui caractérise l'individu roi.
Selon Didier Pleux, certains adultes rois deviennent même incapable de faire intervenir la morale dans leurs prises de décision. Devenant amoraux, ils peuvent devenir immoraux, de véritables tyrans. Cette situation serait aussi un terreau favorable pour le développement du autoritarisme : perdu face à cette liberté sans borne, l'individu roi accepterait le cadre rigide d'un système autoritaire et ce d'autant plus qu'il y serait valorisé et que des boucs émissaires seraient désignés comme étant la source de ses problèmes (lieu de maîtrise externe).